# مونته‌زانو سالنتینو
مونته‌زانو سالنتینو (به ایتالیایی: Montesano Salentino) یک کومونه در ایتالیا است که در استان لچه واقع شده‌است. مونته‌زانو سالنتینو ۸ کیلومترمربع مساحت و ۲٬۷۴۵ نفر جمعیت دارد و ۱۰۶ متر بالاتر از سطح دریا واقع شده.